# Doron Perkins
Doron Perkins  (nacido el 6 de mayo de 1983 en Anchorage, Alaska) es un exjugador de baloncesto estadounidense. Con 1,91 de estatura, jugaba en la posición de base o escolta. Actualmente es entrenador asistente en el Maccabi Tel Aviv B.C. de la Ligat ha'Al.

## Equipos
- SW Oregon Community College (2001-2003)
- Universidad de Santa Clara (2003-2005)
- Toyota Alvark Pacers  (2005-2006)
- EWE Oldenburg (2006-2007)
- Bree  (2007-2008)
- Maccabi Haifa B.C.  (2008-2009)
- Maccabi Tel Aviv Basketball Club (2009-2011)
- Pallacanestro Cantù (2012)
- BC Donetsk (2012)
- Foshan Dralions (2013)
- Olympiacos B.C. (2013)
- Besiktas (2013-2014)
- Laboral Kutxa (2014)
- BC Krasny Oktyabr (2015)
- Yeşilgiresun Belediyespor Kulübü (2015-2016)
- Sanat Naft Abadan BC  (2016-2017)
- Goyang Orion Orions (2017-2018)